# Щоголев, Яков Иванович
Яков Иванович Щоголев (укр. Яків Іванович Щоголєв; 24 октября (5 ноября) 1823, Ахтырка, Слободско-Украинская губерния — 27 мая (8 июня) 1898, Харьков) — украинский поэт, представитель «школы харьковских романтиков», один из ранних деятелей украинского литературного возрождения.

## Биография
Яков Щоголев родился в городе Ахтырка в семье православного священника. Получил образование в Харьковской духовной семинарии, а позже — в Харьковском университете, где и сформировался его литературный вкус и интерес к украинской словесности. Начиная с 4-го класса гимназии, Щоголев писал исключительно стихи под руководством учителя Иноземцева (брата знаменитого врача).
По окончании курса Харьковского университета Щоголев служил сначала в ведомстве государственного имущества, затем секретарем харьковской городской управы. С середины сороковых годов из-за службы, Щоголев надолго оставил поэзию и возвратился к ней лишь в 1876 г., находясь в преклонном возрасте.
Скопив небольшое состояние, в 1871 г. Щоголев вышел в отставку и вел замкнутую жизнь, уделяя часть своего времени на составление стихов на украинском языке.
В молодости Щоголев писал стихотворения на украинском и русском языке (напечатанные в «Молодике» Бецкого), в старости — он писал исключительно на украинском языке. Литературное значение Щоголева как поэта всецело покоится на двух его сборниках: «Ворскло» (Харьков, 1883) и «Слобожанщина» (Харьков, 1898). В первом сборнике 75 стихов, во втором — 103. Кроме того, несколько стихотворений было помещено в галицко-русских изданиях. Общий характер поэзии Щоголева — мрачный, пессимистический. Коренной и типичный украинец, по наружности, складу ума и характера, Щоголев хорошо знал малорусский язык, любил свою «ахтырщину»; вместе с тем это был человек крайне консервативных убеждений. Украинофил и украинский писатель в нём соединялись с читателем и почитателем «Московских ведомостей». Человек очень религиозный, большой любитель музыки, Щоголев относился враждебно к науке, к знанию и к идее прогресса.
Все эти черты, вместе со следами старости и болезней, отразились в его стихотворениях. Главный их недостаток — наклонность к поучению и дидактический характер. Многие весьма хорошие стихотворения испорчены заключительными — морализациями. В обоих сборниках есть, однако, отличные произведения, например «У поли», «Квитка», «Бурлаки», «Хата», «Пожега», «Весна», «Запорожец», «Черевички», «Вечир», «Косари», «Мирошник» (в «Ворскло»), «Зимний ранок», «Хортыця», «Травень», «Климентовы млыны», «Барвинкова Стинка», «Нич», «В диброви», «Зимний шлях», «Субботы святого Дмытра», «Бабусина казка» (в «Слобожанщине»).
По выразительности поэтического стиля и внешней красоте языка, Щоголев напоминает Аполлона Майкова, но без его разнообразия. Щоголев любит останавливаться на народных поверьях, преданиях, песнях и сказках. Лучшие его стихотворения внушены ему любовью к родине, вынесенной из молодых лет.
В стихотворениях Щоголева перевес имеет мрачное настроение. Над обоими сборниками, в особенности над «Слобожанщиной», вышедшей из типографии накануне похорон поэта, носится грозный призрак смерти. На многих стихотворениях лежит отпечаток потери жизненных идеалов. Обратившись к поэзии в старости, после тяжелых семейных потерь, Щоголев излил в стихотворениях свои душевные горести. Одно из самых сильных и в то же время наиболее мрачных стихотворений этого рода — «Субботы святого Дмытра», ряд величественных картин шествия теней умерших, с повторением в виде припева обращения к милосердию Божию.
Из этого и других позднейших стихотворений Щоголева видно, что поэт в конце своей жизни сохранил одно только религиозное упование. См. «Очерки истории украинской литературы», профессора Н. И. Петрова (указана литература) и «Южный Край», 1894, № 4602; 1898, № 5969 (указана литература) и 1900, № 6819.
Всю жизнь провёл в Харькове, где активно участвовал в культурной и литературной жизни города, общался с другими украинскими поэтами и писателями. Щоголев входил в круг харьковских романтиков, которые закладывали основы новой украинской литературы в первой половине XIX века.

## Творчество
Щоголев писал преимущественно лирические и патриотические стихи, посвящённые истории и природе Украины. Его поэзия отличается мягкой музыкальностью, романтическими образами и глубоким чувством национальной принадлежности.
Особенности творчества:
- Использование народного языка и образов украинской фольклорной традиции;
- Влияние романтизма;
- Темы любви к родине, природы, истории, судьбы простого народа.

Несмотря на относительно небольшой литературный вклад, Щоголев считается важным участником украинского культурного движения середины XIX века.

## Наследие и память
Щоголев не оставил после себя большого поэтического наследия, однако его имя сохраняется в истории украинской литературы как одного из первых поэтов, писавших на украинском языке в эпоху, когда национальное самосознание только начинало пробуждаться.
В советское и постсоветское время его имя упоминалось в контексте изучения украинского романтизма и литературы «харьковской школы». Его творчество также включается в хрестоматии украинской литературы XIX века.

## Память
30 июля 2020 года безымянному переулку в Киеве в Дарницком районе было присвоено имя Якова Щоголева.
30 июля 2020 года безымянному переулку в Киеве в Дарницком районе было присвоено имя Якова Щоголева.